# Galeria Maeght
La Galeria Maeght, originalment i en francès Galerie Maeght, és una galeria d'art modern amb seus a Cannes, París i fins al 2012 a la Casa Cervelló-Giudice del carrer de Montcada de Barcelona. La galeria va ser fundada el 1936 a Cannes. La seu de París la va iniciar el 1946 Aimé Maeght. La galeria de Barcelona va fer la primera exposició el 1974. Principalment hi exposen artistes francesos, catalans i espanyols.